# Hamid Estili
Hamidreza Estili (in persiano حمیدرضا استیلی‎; Teheran, 1º aprile 1967) è un allenatore di calcio ed ex calciatore iraniano, di ruolo centrocampista.
È noto anche come Hamid Reza Estili.

## Carriera
Ha partecipato al campionato mondiale di calcio 1998 con la maglia dell'Iran, andando a segno nella gara contro gli Stati Uniti vinta 2-1.

## Palmarès

### Giocatore
- Campionato iraniano: 1

Pas Teheran: 1991-1992